# حشرات برگی
حشرات برگی (نام علمی: Phylliinae) نام یک زیرخانواده از راسته چوبک‌سانان است.
این نوع حشره می تواند به روش استتار خود را از شکارچیانش پنهان کند